# Futsal-Weltmeisterschaft 2016
Die FIFA Futsal-Weltmeisterschaft 2016 war die achte Ausgabe der alle vier Jahre stattfindenden Futsal-Weltmeisterschaft. Das Turnier fand vom 10. September bis zum 1. Oktober 2016 in Kolumbien statt. Argentinien holte durch ein 5:4 im Finale über Russland zum ersten Mal den Weltmeistertitel.

## Vergabe
Zwei Länder bewarben sich für die Ausrichtung des Wettbewerbs:
- Kolumbien[2]
- Tschechien[3]

Vier Länder zogen ihre Bewerbung zurück:
- Frankreich
- Iran
- Puerto Rico[3]
- Spanien

Kolumbien erhielt am 28. Mai 2013 vom FIFA-Exekutivkomitee den Zuschlag für die Ausrichtung des Turniers.

## Teilnehmer
Insgesamt qualifizierten sich 24 Mannschaften für die Endrunde der Futsal-Weltmeisterschaft 2016. Neben dem gesetzten Ausrichter Kolumbien mussten sich die anderen 23 Teams in ihren jeweiligen kontinentalen Ausscheidungen qualifizieren. Die FIFA legte im März 2014 die Anzahl der Startplätze für die angehörigen Kontinentalverbände fest.
| Verband                                      | Wettbewerb                          | Datum                               | Austragungsort  | Startplätze | Teilnehmer                                                         |
| -------------------------------------------- | ----------------------------------- | ----------------------------------- | --------------- | ----------- | ------------------------------------------------------------------ |
| AFC (Asien)                                  | Futsal-Asienmeisterschaft 2016      | 10. – 21. Februar 2016              | Usbekistan      | 5           | Australien Iran Thailand Usbekistan Vietnam                        |
| CAF (Afrika)                                 | Futsal-Afrikameisterschaft 2016     | 15. – 24. April 2016                | Südafrika       | 3           | Ägypten Marokko Mosambik                                           |
| CONCACAF (Nord-, Zentralamerika und Karibik) | Futsal-CONCACAF-Meisterschaft 2016  | 8. – 14. Mai 2016                   | Costa Rica      | 4           | Costa Rica Kuba Guatemala Panama                                   |
| CONMEBOL (Südamerika)                        | Ausrichter                          | Ausrichter                          | Ausrichter      | 1           | Kolumbien                                                          |
| CONMEBOL (Südamerika)                        | Futsal-Südamerikameisterschaft 2016 | 5. – 13. Februar 2016               | Paraguay        | 3           | Argentinien Brasilien Paraguay                                     |
| OFC (Ozeanien)                               | Futsal-Ozeanienmeisterschaft 2016   | 8. – 13. Februar 2016               | Fidschi         | 1           | Salomonen                                                          |
| UEFA (Europa)                                | Futsal-UEFA-WM-Qualifikation 2016   | 22. Oktober 2015 bis 13. April 2016 | Unterschiedlich | 7           | Aserbaidschan Italien Kasachstan Portugal Russland Spanien Ukraine |
| Total                                        | Total                               | Total                               | Total           | 24          |                                                                    |

## Spielorte
Bei der Bewerbung zur Ausrichtung der Weltmeisterschaft schlug Kolumbien die Städte Bogotá, Villavicencio, Bucaramanga, Cúcuta, Ibagué und Neiva als Austragungsorte vor. Nach einer Prüfung wurden im Oktober 2014 vier Stadien bestätigt und Neiva für Umbauten mehr Zeit gegeben, bevor sich wenig später gegen die Stadt entschieden wurde.
Am 11. November gab der kolumbianische Fußballverband die vier Spielorte bekannt. Medellín ersetzte später Villavicencio.
Nach weiteren Prüfungen wurde im Januar 2016 Ibagué von der Liste gestrichen. Somit trugen in den verbleibenden drei Arenen jeweils zwei Gruppen ihre Spiele aus.
| Cali              | Bucaramanga          | Medellín               |
| ----------------- | -------------------- | ---------------------- |
| Coliseo El Pueblo | Coliseo Bicentenario | Coliseo Iván De Beodut |
| Kapazität: 12.000 | Kapazität: 7.600     | Kapazität: 6.000       |
|                   |                      |                        |

## Auslosung
Die Gruppenauslosung fand am 19. Mai 2016, um 18:00 Uhr Ortszeit (UTC−5), im Plaza Mayor Conference Centre in Medellín statt. Die Positionierung war abhängig von vorherigen Futsal-Weltmeisterschaften und den kontinentalen Wettbewerben, wobei der Ausrichter Kolumbien automatisch auf die Gruppenposition A1 gesetzt wurde. Zum anderen wurde aus Ticketverkaufsgründen der Gastgeber und die beiden besten Mannschaften (Brasilien und Spanien) in unterschiedliche Austragungsorte gelost – Cali (Gruppe A und C), Medellín (Gruppe B und F) und Bucaramanga (Gruppe D und E). Teams aus derselben Konföderation konnten nicht in einer Gruppe aufeinander treffen. Ausnahme war eine Gruppe mit zwei Mannschaften aus Europa.
| Topf 1                                                               | Topf 2                                                        | Topf 3                                                             | Topf 4                                                                |
| -------------------------------------------------------------------- | ------------------------------------------------------------- | ------------------------------------------------------------------ | --------------------------------------------------------------------- |
| - Kolumbien - Brasilien - Spanien - Italien - Argentinien - Russland | - Iran - Ukraine - Portugal - Paraguay - Ägypten - Costa Rica | - Salomonen - Thailand - Marokko - Panama - Guatemala - Australien | - Kuba - Mosambik - Kasachstan - Aserbaidschan - Usbekistan - Vietnam |

## Regelwerk und Modus
Jedes Team musste einen Kader von 14 Spielern (inklusive zwei Torhütern) für das Turnier nominieren.
Die zwei besten Mannschaften jeder Gruppe sowie die vier besten Dritten erreichten das Achtelfinale. Die Rangfolge wurde nach folgenden Kriterien bestimmt:
1. Punkte aus allen Gruppenspielen
2. Tordifferenz aus allen Gruppenspielen
3. Anzahl der in allen Gruppenspielen erzielten Tore
4. Anzahl Punkte aus den Direktbegegnungen der punktgleichen Mannschaften in den Gruppenspielen
5. Tordifferenz in den Direktbegegnungen der punktgleichen Mannschaften in den Gruppenspielen
6. Anzahl der in den Direktbegegnungen der punktgleichen Mannschaften in den Gruppenspielen erzielten Tore
7. Losentscheid

## Gruppenphase
Zeitangaben in Ortszeit UTC−5. Sieger einer Begegnung sowie in den Gruppentabellen die Mannschaften, die das Achtelfinale erreichten, sind fett geschrieben.

### Gruppe A
| Pl. | Land       | Sp. | S | U | N | Tore    | Diff. | Punkte |
| --- | ---------- | --- | - | - | - | ------- | ----- | ------ |
| 1.  | Portugal   | 3   | 2 | 1 | 0 | 015:200 | +13   | 07     |
| 2.  | Kolumbien  | 3   | 1 | 2 | 0 | 008:700 | +1    | 05     |
| 3.  | Panama     | 3   | 1 | 0 | 2 | 006:140 | −8    | 03     |
| 4.  | Usbekistan | 3   | 0 | 1 | 2 | 005:110 | −6    | 01     |

| 10. September 2016, 18:00 Uhr | Usbekistan | 1:3          | Panama                              | Coliseo El Pueblo, Cali Zuschauer: 7.532 Schiedsrichter: Mohamed Hassan Hassan Ahmed Youssef |
| 10. September 2016, 18:00 Uhr | Anorov 39′ | Spielbericht | Castrellón 16′ De León 30′ Mena 36′ | Coliseo El Pueblo, Cali Zuschauer: 7.532 Schiedsrichter: Mohamed Hassan Hassan Ahmed Youssef |

| 10. September 2016, 20:00 Uhr | Kolumbien   | 1:1          | Portugal              | Coliseo El Pueblo, Cali Zuschauer: 10.084 Schiedsrichter: Fernando Gutiérrez Lumbreras |
| 10. September 2016, 20:00 Uhr | Angellot 1′ | Spielbericht | Fernando Cardinal 40′ | Coliseo El Pueblo, Cali Zuschauer: 10.084 Schiedsrichter: Fernando Gutiérrez Lumbreras |

| 13. September 2016, 18:00 Uhr | Panama | 0:9          | Portugal                                                                     | Coliseo El Pueblo, Cali Zuschauer: 2.774 Schiedsrichter: Cédric Pelissier |
| 13. September 2016, 18:00 Uhr |        | Spielbericht | Ricardinho 1′, 8′, 11′, 17′, 11′ Fernando Cardinal 5′, 10′ Miguel Ângelo 18′ | Coliseo El Pueblo, Cali Zuschauer: 2.774 Schiedsrichter: Cédric Pelissier |

| 13. September 2016, 20:00 Uhr | Kolumbien                   | 3:3          | Usbekistan                         | Coliseo El Pueblo, Cali Zuschauer: 6.610 Schiedsrichter: Ondřej Černý |
| 13. September 2016, 20:00 Uhr | Abril 18′ Angellot 37′, 40′ | Spielbericht | Anorov 5′ Irsaliev 15′ Elibaev 28′ | Coliseo El Pueblo, Cali Zuschauer: 6.610 Schiedsrichter: Ondřej Černý |

| 16. September 2016, 20:00 Uhr | Panama                           | 3:4          | Kolumbien                                    | Coliseo El Pueblo, Cali Zuschauer: 9.730 Schiedsrichter: Saša Tomić |
| 16. September 2016, 20:00 Uhr | Brown 9′ Castrellón 28′ Mena 37′ | Spielbericht | Angellot 4′ Jhonatan 12′ Abril 22′ Reyes 34′ | Coliseo El Pueblo, Cali Zuschauer: 9.730 Schiedsrichter: Saša Tomić |

| 16. September 2016, 20:00 Uhr | Portugal                                          | 5:1          | Usbekistan                | Coliseo Iván de Beodut, Medellín Zuschauer: 2.032 Schiedsrichter: Daniel Rodríguez |
| 16. September 2016, 20:00 Uhr | Ricardinho 10′, 14′, 22′ André Coelho 26′ Djô 35′ | Spielbericht | Ricardinho 11′ (Eigentor) | Coliseo Iván de Beodut, Medellín Zuschauer: 2.032 Schiedsrichter: Daniel Rodríguez |

### Gruppe B
| Pl. | Land     | Sp. | S | U | N | Tore    | Diff. | Punkte |
| --- | -------- | --- | - | - | - | ------- | ----- | ------ |
| 1.  | Russland | 3   | 3 | 0 | 0 | 019:600 | +13   | 09     |
| 2.  | Thailand | 3   | 2 | 0 | 1 | 014:120 | +2    | 06     |
| 3.  | Ägypten  | 3   | 1 | 0 | 2 | 009:900 | ±0    | 03     |
| 4.  | Kuba     | 3   | 0 | 0 | 3 | 007:220 | −15   | 0      |

| 10. September 2016, 16:00 Uhr | Kuba        | 1:7          | Ägypten                                                   | Coliseo Iván de Beodut, Medellín Zuschauer: 750 Schiedsrichter: Kamil Çetin |
| 10. September 2016, 16:00 Uhr | Marrero 31′ | Spielbericht | Elashwal 1′ Eid 8′, 31′, 33′ Mizo 11′ Homos 18′ Nader 23′ | Coliseo Iván de Beodut, Medellín Zuschauer: 750 Schiedsrichter: Kamil Çetin |

| 10. September 2016, 18:00 Uhr | Thailand                                                     | 4:6          | Russland                                                                                    | Coliseo Iván de Beodut, Medellín Zuschauer: 1.043 Schiedsrichter: Cristian Espindola |
| 10. September 2016, 18:00 Uhr | Thueanklang 19′ Sornwichian 21′ Chaemcharoen 22′ Chudech 34′ | Spielbericht | Davydov 12′ Lima 16′, 26′ Madyalan 18′ (Eigentor) Nijasow 25′ Schajachmetow 26′ (Strafstoß) | Coliseo Iván de Beodut, Medellín Zuschauer: 1.043 Schiedsrichter: Cristian Espindola |

| 13. September 2016, 18:00 Uhr | Ägypten  | 1:6          | Russland                                                | Coliseo Iván de Beodut, Medellín Zuschauer: 457 Schiedsrichter: Nurdin Bukuev |
| 13. September 2016, 18:00 Uhr | Mizo 36′ | Spielbericht | Davydov 1′ Eder Lima 2′, 21′ Rômulo 6′, 31′ Nijasow 18′ | Coliseo Iván de Beodut, Medellín Zuschauer: 457 Schiedsrichter: Nurdin Bukuev |

| 13. September 2016, 20:00 Uhr | Thailand                                                                                       | 8:5          | Kuba                                                                           | Coliseo Iván de Beodut, Medellín Zuschauer: 757 Schiedsrichter: Adalbert Diouf |
| 13. September 2016, 20:00 Uhr | Thaijaroen 14′ Sornwichian 15′, 24′ Thueanklang 20′, 33′, 40′ Jetsada Chudech 26′ Wongkaeo 28′ | Spielbericht | Sandy Domínguez 6′, 25′ Andy Baquero 8′ Alejandro Marrero 12′ Karel Marino 19′ | Coliseo Iván de Beodut, Medellín Zuschauer: 757 Schiedsrichter: Adalbert Diouf |

| 16. September 2016, 18:00 Uhr | Ägypten      | 1:2          | Thailand                       | Coliseo Iván de Beodut, Medellín Zuschauer: 842 Schiedsrichter: Kamil Çetin |
| 16. September 2016, 18:00 Uhr | Elashwal 37′ | Spielbericht | Eika 6′ (Eigentor) Jirawat 23′ | Coliseo Iván de Beodut, Medellín Zuschauer: 842 Schiedsrichter: Kamil Çetin |

| 16. September 2016, 18:00 Uhr | Russland                                                                                                  | 7:1          | Kuba          | Coliseo El Pueblo, Cali Zuschauer: 2.141 Schiedsrichter: Khamis Hassan Al Shamsi |
| 16. September 2016, 18:00 Uhr | Davydov 16′ Tschischkala 18′ Artjom Nijasow 18′ Schajachmetow 20′ Lyskow 32′ Milowanow 33′ Abramovich 36′ | Spielbericht | Hernández 30′ | Coliseo El Pueblo, Cali Zuschauer: 2.141 Schiedsrichter: Khamis Hassan Al Shamsi |

### Gruppe C
| Pl. | Land      | Sp. | S | U | N | Tore    | Diff. | Punkte |
| --- | --------- | --- | - | - | - | ------- | ----- | ------ |
| 1.  | Italien   | 3   | 3 | 0 | 0 | 011:300 | +8    | 09     |
| 2.  | Paraguay  | 3   | 2 | 0 | 1 | 017:900 | +8    | 06     |
| 3.  | Vietnam   | 3   | 1 | 0 | 2 | 005:110 | −6    | 03     |
| 4.  | Guatemala | 3   | 0 | 0 | 3 | 007:170 | −10   | 0      |

| 11. September 2016, 18:00 Uhr | Vietnam                                          | 4:2          | Guatemala                 | Coliseo El Pueblo, Cali Zuschauer: 1.615 Schiedsrichter: Bogdan Sorescu |
| 11. September 2016, 18:00 Uhr | N. M. Trí 20′, 29′, 29′ T. V. Vũ 40′ (Strafstoß) | Spielbericht | Wanderley 24′ Patrick 31′ | Coliseo El Pueblo, Cali Zuschauer: 1.615 Schiedsrichter: Bogdan Sorescu |

| 11. September 2016, 20:00 Uhr | Paraguay         | 2:4          | Italien                                          | Coliseo El Pueblo, Cali Zuschauer: 2.220 Schiedsrichter: Sergio Cabrera |
| 11. September 2016, 20:00 Uhr | J. Salas 8′, 19′ | Spielbericht | Lima 16′ Romano 23′ C. dos Santos 25′ Merlim 32′ | Coliseo El Pueblo, Cali Zuschauer: 2.220 Schiedsrichter: Sergio Cabrera |

| 14. September 2016, 18:00 Uhr | Guatemala            | 1:5          | Italien                               | Coliseo El Pueblo, Cali Zuschauer: 1.048 Schiedsrichter: Daniel Rodriguez |
| 14. September 2016, 18:00 Uhr | Romano 8′ (Eigentor) | Spielbericht | Fortino 3′, 19′, 32′ Leggiero 4′, 34′ | Coliseo El Pueblo, Cali Zuschauer: 1.048 Schiedsrichter: Daniel Rodriguez |

| 14. September 2016, 20:00 Uhr | Paraguay                                                                                       | 7:1          | Vietnam      | Coliseo El Pueblo, Cali Zuschauer: 2.193 Schiedsrichter: Saša Tomić |
| 14. September 2016, 20:00 Uhr | F. Martínez 3′ J. Salas 11′ E. Ayala 12′ T. L. Vũ 13′ (EG) Villalba 18′ Rejala 34′ Pedrozo 39′ | Spielbericht | T. V. Vũ 40′ | Coliseo El Pueblo, Cali Zuschauer: 2.193 Schiedsrichter: Saša Tomić |

| 17. September 2016, 18:00 Uhr | Guatemala                                        | 4:8          | Paraguay                                                                       | Coliseo El Pueblo, Cali Zuschauer: 4.123 Schiedsrichter: Pascal Lemal |
| 17. September 2016, 18:00 Uhr | Arévalo 2′ Enríquez 3′ Mansilla 34′ González 39′ | Spielbericht | E. Ayala 17′. 18′, 24′ Rejala 19′ Pedrozo 27′ Morel 35′ H. Martínez Franco 40′ | Coliseo El Pueblo, Cali Zuschauer: 4.123 Schiedsrichter: Pascal Lemal |

| 17. September 2016, 18:00 Uhr | Italien            | 2:0          | Vietnam | Coliseo Bicentenario, Bucaramanga Zuschauer: 1.374 Schiedsrichter: José Francisco Katemo Katchingavisa |
| 17. September 2016, 18:00 Uhr | Lima 5′ Murilo 27′ | Spielbericht |         | Coliseo Bicentenario, Bucaramanga Zuschauer: 1.374 Schiedsrichter: José Francisco Katemo Katchingavisa |

### Gruppe D
| Pl. | Land       | Sp. | S | U | N | Tore    | Diff. | Punkte |
| --- | ---------- | --- | - | - | - | ------- | ----- | ------ |
| 1.  | Brasilien  | 3   | 3 | 0 | 0 | 029:500 | +24   | 09     |
| 2.  | Ukraine    | 3   | 2 | 0 | 1 | 008:600 | +2    | 06     |
| 3.  | Australien | 3   | 1 | 0 | 2 | 005:160 | −11   | 03     |
| 4.  | Mosambik   | 3   | 0 | 0 | 3 | 007:220 | −15   | 0      |

| 11. September 2016, 16:00 Uhr | Mosambik          | 2:3          | Australien                                 | Coliseo Bicentenario, Bucaramanga Zuschauer: 2.014 Schiedsrichter: Carlos Gonzalez |
| 11. September 2016, 16:00 Uhr | Calo 32′ Dino 35′ | Spielbericht | Barrientos 11′ Cooper 18′ G. Giovenali 19′ | Coliseo Bicentenario, Bucaramanga Zuschauer: 2.014 Schiedsrichter: Carlos Gonzalez |

| 11. September 2016, 18:00 Uhr | Ukraine      | 1:3          | Brasilien                                       | Coliseo Bicentenario, Bucaramanga Zuschauer: 4.443 Schiedsrichter: Nurdin Bukuev |
| 11. September 2016, 18:00 Uhr | Grytsyna 26′ | Spielbericht | Rodrigo 7′ Falcão 10′ O. Sorokin 35′ (Eigentor) | Coliseo Bicentenario, Bucaramanga Zuschauer: 4.443 Schiedsrichter: Nurdin Bukuev |

| 14. September 2016, 18:00 Uhr | Australien      | 1:11         | Brasilien | Coliseo Bicentenario, Bucaramanga Zuschauer: 2.678 Schiedsrichter: Marc Birkett |
| 14. September 2016, 18:00 Uhr | G. Giovenali 4′ | Spielbericht | Rodrigo 2′ Fernandinho 8′, 26′ Falcão 12′, 23′, 39′ Bateria 19′ Dieguinho 25′, 40′ Jé 28′ Lockhart 39′ (Eigentor) | Coliseo Bicentenario, Bucaramanga Zuschauer: 2.678 Schiedsrichter: Marc Birkett |

| 14. September 2016, 20:00 Uhr | Ukraine                                                | 4:2          | Mosambik          | Coliseo Bicentenario, Bucaramanga Zuschauer: 3.464 Schiedsrichter: Rex Kamusu |
| 14. September 2016, 20:00 Uhr | Sorokin 1′ Mykh. Grytsyna 8′ Ovsyannikov 25′ Koval 37′ | Spielbericht | Dino 19′ Calo 19′ | Coliseo Bicentenario, Bucaramanga Zuschauer: 3.464 Schiedsrichter: Rex Kamusu |

| 17. September 2016, 16:00 Uhr | Australien   | 1:3          | Ukraine                                     | Coliseo Bicentenario, Bucaramanga Zuschauer: 876 Schiedsrichter: Francisco Rivera |
| 17. September 2016, 16:00 Uhr | Zeballos 38′ | Spielbericht | Serhiy Zhurba 7′ Bondar 35′ Ovsyannikov 40′ | Coliseo Bicentenario, Bucaramanga Zuschauer: 876 Schiedsrichter: Francisco Rivera |

| 17. September 2016, 16:00 Uhr | Brasilien | 15:3         | Mosambik                                | Coliseo El Pueblo, Cali Zuschauer: 3.567 Schiedsrichter: Rex Kamusu |
| 17. September 2016, 16:00 Uhr | Rodrigo 1′, 7′ Xuxa 2′, 12′ Dieguinho 13′, 14′ Jackson 16′ Fernandinho 19′, 30′ Bateria 29′ Ari Falcão 35′ (Strafstoß), 37′, 38′ | Spielbericht | Mário 16′ (Strafstoß) Magu 30′ Dino 38′ | Coliseo El Pueblo, Cali Zuschauer: 3.567 Schiedsrichter: Rex Kamusu |

### Gruppe E
| Pl. | Land        | Sp. | S | U | N | Tore    | Diff. | Punkte |
| --- | ----------- | --- | - | - | - | ------- | ----- | ------ |
| 1.  | Argentinien | 3   | 2 | 1 | 0 | 010:500 | +5    | 07     |
| 2.  | Kasachstan  | 3   | 2 | 0 | 1 | 013:200 | +11   | 06     |
| 3.  | Costa Rica  | 3   | 1 | 1 | 1 | 007:700 | ±0    | 04     |
| 4.  | Salomonen   | 3   | 0 | 0 | 3 | 005:210 | −16   | 0      |

| 12. September 2016, 18:00 Uhr | Salomonen                       | 2:4          | Costa Rica                                                    | Coliseo Bicentenario, Bucaramanga Zuschauer: 752 Schiedsrichter: Elvis Peña |
| 12. September 2016, 18:00 Uhr | Ragomo 36′ (Strafstoß) Bule 39′ | Spielbericht | Alejandro Paniagua 19′, 33′ (Strafstoß) Chavés 24′ Brenes 37′ | Coliseo Bicentenario, Bucaramanga Zuschauer: 752 Schiedsrichter: Elvis Peña |

| 12. September 2016, 20:00 Uhr | Argentinien     | 1:0          | Kasachstan | Coliseo Bicentenario, Bucaramanga Zuschauer: 1.794 Schiedsrichter: Chris Colley |
| 12. September 2016, 20:00 Uhr | A. Vaporaki 20′ | Spielbericht |            | Coliseo Bicentenario, Bucaramanga Zuschauer: 1.794 Schiedsrichter: Chris Colley |

| 15. September 2016, 18:00 Uhr | Costa Rica   | 1:3          | Kasachstan              | Coliseo Bicentenario, Bucaramanga Zuschauer: 903 Schiedsrichter: Cristian Espindola |
| 15. September 2016, 18:00 Uhr | Paniagua 15′ | Spielbericht | Douglas 1′ Taku Léo 21′ | Coliseo Bicentenario, Bucaramanga Zuschauer: 903 Schiedsrichter: Cristian Espindola |

| 15. September 2016, 20:00 Uhr | Argentinien                                                        | 7:3          | Salomonen                    | Coliseo Bicentenario, Bucaramanga Zuschauer: 2.111 Schiedsrichter: Lance Vanhaitsma |
| 15. September 2016, 20:00 Uhr | Brandi 3′ Basile 9′ Borruto 11′, 20′, 28′ Taborda 14′ Vaporaki 31′ | Spielbericht | Bule 6′ Makau 12′ Ragomo 23′ | Coliseo Bicentenario, Bucaramanga Zuschauer: 2.111 Schiedsrichter: Lance Vanhaitsma |

| 18. September 2016, 16:00 Uhr | Costa Rica              | 2:2          | Argentinien            | Coliseo Bicentenario, Bucaramanga Zuschauer: 1.959 Schiedsrichter: Eduardo Fernandes |
| 18. September 2016, 16:00 Uhr | Cordero 19′ Cubillo 30′ | Spielbericht | Basile 31′ Wilhelm 35′ | Coliseo Bicentenario, Bucaramanga Zuschauer: 1.959 Schiedsrichter: Eduardo Fernandes |

| 18. September 2016, 16:00 Uhr | Kasachstan                                                                         | 10:0         | Salomonen | Coliseo Iván de Beodut, Medellín Zuschauer: 727 Schiedsrichter: Tomohiro Kozaki |
| 18. September 2016, 16:00 Uhr | Dovgan 4′ Knaub 9′, 22′ Douglas 16′, 29′ Léo 18′ Taku 28′, 30′ Mun 29′ Pengrin 38′ | Spielbericht |           | Coliseo Iván de Beodut, Medellín Zuschauer: 727 Schiedsrichter: Tomohiro Kozaki |

### Gruppe F
| Pl. | Land          | Sp. | S | U | N | Tore    | Diff. | Punkte |
| --- | ------------- | --- | - | - | - | ------- | ----- | ------ |
| 1.  | Spanien       | 3   | 3 | 0 | 0 | 013:600 | +7    | 09     |
| 2.  | Aserbaidschan | 3   | 1 | 1 | 1 | 010:700 | +3    | 04     |
| 3.  | Iran          | 3   | 1 | 1 | 1 | 009:110 | −2    | 04     |
| 4.  | Marokko       | 3   | 0 | 0 | 3 | 006:140 | −8    | 0      |

| 12. September 2016, 18:00 Uhr | Marokko | 0:5          | Aserbaidschan                                       | Coliseo Iván de Beodut, Medellín Zuschauer: 1.016 Schiedsrichter: José Francisco Katemo Katchingavisa |
| 12. September 2016, 18:00 Uhr |         | Spielbericht | Vassoura 15′, 18′, 33′ Gallo 29′ Thiago Bolinha 31′ | Coliseo Iván de Beodut, Medellín Zuschauer: 1.016 Schiedsrichter: José Francisco Katemo Katchingavisa |

| 12. September 2016, 20:00 Uhr | Iran                        | 1:5          | Spanien                                                          | Coliseo Iván de Beodut, Medellín Zuschauer: 1.980 Schiedsrichter: Cesar Malaga |
| 12. September 2016, 20:00 Uhr | Hassanzadeh 28′ (Strafstoß) | Spielbericht | Lozano 1′ José Ruíz 7′ Aicardo 17′, 33′ (Strafstoß) Miguelín 27′ | Coliseo Iván de Beodut, Medellín Zuschauer: 1.980 Schiedsrichter: Cesar Malaga |

| 15. September 2016, 18:00 Uhr | Aserbaidschan                  | 2:4          | Spanien                                                           | Coliseo Iván de Beodut, Medellín Zuschauer: 1.221 Schiedsrichter: Alessandro Malfer |
| 15. September 2016, 18:00 Uhr | Vassoura 3′ Thiago Bolinha 40′ | Spielbericht | Vassoura 5′ (Eigentor), 14′ (Eigentor) Fernandão 27′ Miguelín 36′ | Coliseo Iván de Beodut, Medellín Zuschauer: 1.221 Schiedsrichter: Alessandro Malfer |

| 15. September 2016, 20:00 Uhr | Iran                                                    | 5:3          | Marokko                              | Coliseo Iván de Beodut, Medellín Zuschauer: 1.509 Schiedsrichter: Sergio Cabrera |
| 15. September 2016, 20:00 Uhr | Tayyebi 10′ Javid 15′ Hassanzadeh 16′, 24′ Tavakoli 18′ | Spielbericht | Jouad 16′ Habil 19′ (Strafstoß), 33′ | Coliseo Iván de Beodut, Medellín Zuschauer: 1.509 Schiedsrichter: Sergio Cabrera |

| 18. September 2016, 18:00 Uhr | Aserbaidschan                    | 3:3          | Iran                                    | Coliseo Iván de Beodut, Medellín Zuschauer: 1.108 Schiedsrichter: Cesar Malaga |
| 18. September 2016, 18:00 Uhr | Thiago Bolinha 2′ Gallo 22′, 32′ | Spielbericht | Esmaeilpour 1′ Tavakoli 21′ Tayyebi 36′ | Coliseo Iván de Beodut, Medellín Zuschauer: 1.108 Schiedsrichter: Cesar Malaga |

| 18. September 2016, 18:00 Uhr | Spanien                                    | 4:3          | Marokko                      | Coliseo Bicentenario, Bucaramanga Zuschauer: 2.696 Schiedsrichter: Yuri García |
| 18. September 2016, 18:00 Uhr | Lozano 8′, 33′ Aicardo 17′ Raúl Campos 19′ | Spielbericht | Habil 14′, 34′ El Mazray 24′ | Coliseo Bicentenario, Bucaramanga Zuschauer: 2.696 Schiedsrichter: Yuri García |

## Rangliste der Gruppendritten
Die vier besten Gruppendritten ergaben sich wie folgt:
1. Punkte aus allen Gruppenspielen
2. Tordifferenz aus allen Gruppenspielen
3. Anzahl der in allen Gruppenspielen erzielten Tore
4. Losentscheid

| Pl. | Land       | Sp. | S | U | N | Tore    | Diff. | Punkte | Gruppe |
| --- | ---------- | --- | - | - | - | ------- | ----- | ------ | ------ |
| 1.  | Costa Rica | 3   | 1 | 1 | 1 | 007:700 | ±0    | 04     | E      |
| 2.  | Iran       | 3   | 1 | 1 | 1 | 009:110 | −2    | 04     | F      |
| 3.  | Ägypten    | 3   | 1 | 0 | 2 | 009:900 | ±0    | 03     | B      |
| 4.  | Vietnam    | 3   | 1 | 0 | 2 | 005:110 | −6    | 03     | C      |
| 5.  | Panama     | 3   | 1 | 0 | 2 | 006:140 | −8    | 03     | A      |
| 6.  | Australien | 3   | 1 | 0 | 2 | 005:160 | −11   | 03     | D      |

## Finalrunde
|  | Achtelfinale | Achtelfinale  | Achtelfinale |          |               | Viertelfinale    | Viertelfinale    | Viertelfinale    |       |  | Halbfinale | Halbfinale | Halbfinale |  |  | Finale | Finale | Finale |
|  |              |               |              |          |               |                  |                  |                  |       |  |            |            |            |  |  |        |        |        |
|  | A2           | Kolumbien     | 0 (2)        |          |               |                  |                  |                  |       |  |            |            |            |  |  |        |        |        |
|  | C2           | Paraguay      | 0 (3)S       |          |               |                  |                  |                  |       |  |            |            |            |  |  |        |        |        |
|  | C2           | Paraguay      | 0 (3)S       | C2       | Paraguay      | 3                |                  |                  |       |  |            |            |            |  |  |        |        |        |
|  |              |               |              | C2       | Paraguay      | 3                |                  |                  |       |  |            |            |            |  |  |        |        |        |
|  |              |               | F3           | Iran     | 4             |                  |                  |                  |       |  |            |            |            |  |  |        |        |        |
|  | D1           | Brasilien     | F3           | Iran     | 4             | 4 (2)            |                  |                  |       |  |            |            |            |  |  |        |        |        |
|  | D1           | Brasilien     |              |          |               | 4 (2)            |                  |                  |       |  |            |            |            |  |  |        |        |        |
|  | F3           | Iran          | 04 (3)S      |          |               |                  |                  |                  |       |  |            |            |            |  |  |        |        |        |
|  | F3           | Iran          | 04 (3)S      | F3       | Iran          | 3                |                  |                  |       |  |            |            |            |  |  |        |        |        |
|  |              |               |              | F3       | Iran          | 3                |                  |                  |       |  |            |            |            |  |  |        |        |        |
|  |              | B1            | Russland     | 4        |               |                  |                  |                  |       |  |            |            |            |  |  |        |        |        |
|  | B1           | B1            | Russland     | 4        | Russland      | 7                |                  |                  |       |  |            |            |            |  |  |        |        |        |
|  | B1           |               |              |          | Russland      | 7                |                  |                  |       |  |            |            |            |  |  |        |        |        |
|  | C3           | Vietnam       | 0            |          |               |                  |                  |                  |       |  |            |            |            |  |  |        |        |        |
|  | C3           | Vietnam       | 0            | B1       | Russland      | 6                |                  |                  |       |  |            |            |            |  |  |        |        |        |
|  |              |               |              | B1       | Russland      | 6                |                  |                  |       |  |            |            |            |  |  |        |        |        |
|  |              |               | F1           | Spanien  | 2             |                  |                  |                  |       |  |            |            |            |  |  |        |        |        |
|  | F1           | Spanien       | F1           | Spanien  | 2             | 5                |                  |                  |       |  |            |            |            |  |  |        |        |        |
|  | F1           | Spanien       |              |          |               |                  |                  |                  |       |  |            |            |            |  |  |        |        |        |
|  | E2           | Kasachstan    | 2            |          |               |                  |                  |                  |       |  |            |            |            |  |  |        |        |        |
|  | E2           | Kasachstan    | 2            | B1       | Russland      | 4                |                  |                  |       |  |            |            |            |  |  |        |        |        |
|  |              |               |              |          |               |                  |                  |                  |       |  |            |            |            |  |  |        |        |        |
|  |              | E1            | Argentinien  | 5        |               |                  |                  |                  |       |  |            |            |            |  |  |        |        |        |
|  | E1           | E1            | Argentinien  | 5        | Argentinien   | 1                |                  |                  |       |  |            |            |            |  |  |        |        |        |
|  | E1           |               |              |          | Argentinien   | 1                |                  |                  |       |  |            |            |            |  |  |        |        |        |
|  | D2           | Ukraine       | 0            |          |               |                  |                  |                  |       |  |            |            |            |  |  |        |        |        |
|  | D2           | Ukraine       | 0            | E1       | Argentinien   | 5                |                  |                  |       |  |            |            |            |  |  |        |        |        |
|  |              |               |              | E1       | Argentinien   | 5                |                  |                  |       |  |            |            |            |  |  |        |        |        |
|  |              |               | B3           | Ägypten  | 0             |                  |                  |                  |       |  |            |            |            |  |  |        |        |        |
|  | C1           | Italien       | B3           | Ägypten  | 0             | 3                |                  |                  |       |  |            |            |            |  |  |        |        |        |
|  | C1           | Italien       |              |          |               | 3                |                  |                  |       |  |            |            |            |  |  |        |        |        |
|  | B3           | Ägypten       | 4            |          |               |                  |                  |                  |       |  |            |            |            |  |  |        |        |        |
|  | B3           | Ägypten       | 4            | E1       | Argentinien   | 5                |                  |                  |       |  |            |            |            |  |  |        |        |        |
|  |              |               |              | E1       | Argentinien   | 5                |                  |                  |       |  |            |            |            |  |  |        |        |        |
|  |              | A1            | Portugal     | 2        |               |                  |                  |                  |       |  |            |            |            |  |  |        |        |        |
|  | B2           | A1            | Portugal     | 2        | Thailand      | 8                |                  |                  |       |  |            |            |            |  |  |        |        |        |
|  | B2           |               |              |          |               |                  |                  |                  |       |  |            |            |            |  |  |        |        |        |
|  | F2           | Aserbaidschan | 13           |          |               | Spiel um Platz 3 | Spiel um Platz 3 | Spiel um Platz 3 |       |  |            |            |            |  |  |        |        |        |
|  | F2           | Aserbaidschan | 13           | F2       | Aserbaidschan | Spiel um Platz 3 | Spiel um Platz 3 | Spiel um Platz 3 | 2     |  |            |            |            |  |  |        |        |        |
|  |              |               |              | F2       | Aserbaidschan | F3               | Iran             | 2 (4)            | 2     |  |            |            |            |  |  |        |        |        |
|  |              |               | A1           | Portugal | 3             | F3               | Iran             | 2 (4)            |       |  |            |            |            |  |  |        |        |        |
|  | A1           | Portugal      | A1           | Portugal | 3             | 4                | A1               | Portugal         | 2 (3) |  |            |            |            |  |  |        |        |        |
|  | A1           | Portugal      |              |          |               |                  |                  | Portugal         | 2 (3) |  |            |            |            |  |  |        |        |        |
|  | E3           | Costa Rica    | 0            |          |               |                  |                  |                  |       |  |            |            |            |  |  |        |        |        |

### Achtelfinale
| 20. September 2016, 17:30 Uhr | Russland                                                                                  | 7:0          | Vietnam | Coliseo Iván de Beodut, Medellín Zuschauer: 643 Schiedsrichter: Jorge Flores |
| 20. September 2016, 17:30 Uhr | Chishkala 3′ Abramovich 10′, 13′ Sergei Abramow 18′ Nijasow 22′ Rômulo Iwan Milowanow 37′ | Spielbericht |         | Coliseo Iván de Beodut, Medellín Zuschauer: 643 Schiedsrichter: Jorge Flores |

| 20. September 2016, 20:00 Uhr | Kolumbien                   | 0:0 n. V. (2:3 i. S.) | Paraguay                            | Coliseo El Pueblo, Cali Zuschauer: 5.988 Schiedsrichter: Bogdan Sorescu |
| 20. September 2016, 20:00 Uhr | Jhonatan Zúñiga Yefri Otero | Spielbericht          | E. Ayala J. Salas A. Salas G. Ayala | Coliseo El Pueblo, Cali Zuschauer: 5.988 Schiedsrichter: Bogdan Sorescu |

| 21. September 2016, 17:30 Uhr | Brasilien                                            | 4:4 n. V. (2:3 i. S.) | Iran                                                                                    | Coliseo Bicentenario, Bucaramanga Zuschauer: 1.576 Schiedsrichter: Ondřej Černý |
| 21. September 2016, 17:30 Uhr | Falcão 9′, 13′, 48′ Dieguinho 29′ Rodrigo Ari Falcão | Spielbericht          | Tayyebi 14′ Kazemi 31′ Hassanzadeh 37′ Keshavarz 48′ Hassanzadeh Sangsefidi Esmaeilpour | Coliseo Bicentenario, Bucaramanga Zuschauer: 1.576 Schiedsrichter: Ondřej Černý |

| 21. September 2016, 17:30 Uhr | Spanien                                                                  | 5:2          | Kasachstan                   | Coliseo Iván de Beodut, Medellín Zuschauer: 985 Schiedsrichter: Vahid Arzpeyma Mohammreh |
| 21. September 2016, 17:30 Uhr | Lozano 3′ Bebe 23′ Nurgozhin 32′ (Eigentor) Raúl Campos 39′ Miguelín 39′ | Spielbericht | Yesenamanov 5′ Nurgozhin 31′ | Coliseo Iván de Beodut, Medellín Zuschauer: 985 Schiedsrichter: Vahid Arzpeyma Mohammreh |

| 21. September 2016, 20:00 Uhr | Portugal                                   | 4:0          | Costa Rica | Coliseo El Pueblo, Cali Zuschauer: 1.072 Schiedsrichter: Khalid Hnich |
| 21. September 2016, 20:00 Uhr | Ricardinho 5′, 22′ A. Coelho 26′ Brito 27′ | Spielbericht |            | Coliseo El Pueblo, Cali Zuschauer: 1.072 Schiedsrichter: Khalid Hnich |

| 22. September 2016, 17:30 Uhr | Argentinien               | 1:0 n. V.    | Ukraine | Coliseo Bicentenario, Bucaramanga Zuschauer: 866 Schiedsrichter: Nurdin Bukuev |
| 22. September 2016, 17:30 Uhr | Cuzzolino 49′ (Strafstoß) | Spielbericht |         | Coliseo Bicentenario, Bucaramanga Zuschauer: 866 Schiedsrichter: Nurdin Bukuev |

| 22. September 2016, 17:30 Uhr | Thailand                                                                         | 8:13 n. V.   | Aserbaidschan                                                                                                   | Coliseo Iván de Beodut, Medellín Zuschauer: 838 Schiedsrichter: Fernando Gutiérrez |
| 22. September 2016, 17:30 Uhr | Suphawut 9′, 13′ Kritsada 18′, 19′, 26′ Jirawat 22′ Jetsada 37′, 45′ (Strafstoß) | Spielbericht | Vassoura 4′, 44′ Fineo 6′, 13′, 44′, 48′, 49′ Borisov 14′ Thiago Bolinha 28′, 29′, 41′ Poletto 31′ Huseynli 49′ | Coliseo Iván de Beodut, Medellín Zuschauer: 838 Schiedsrichter: Fernando Gutiérrez |

| 22. September 2016, 20:00 Uhr | Italien                      | 3:4 n. V.    | Ägypten                         | Coliseo El Pueblo, Cali Zuschauer: 1.125 Schiedsrichter: Carlos González |
| 22. September 2016, 20:00 Uhr | Murilo 7′, 35′ Ercolessi 20′ | Spielbericht | Elashwal 7′, 19′, 48′ Essam 34′ | Coliseo El Pueblo, Cali Zuschauer: 1.125 Schiedsrichter: Carlos González |

### Viertelfinale
| 24. September 2016, 15:30 Uhr | Paraguay                                  | 3:4 n. V.    | Iran                                | Coliseo Bicentenario, Bucaramanga Zuschauer: 2.155 Schiedsrichter: Marc Birkett |
| 24. September 2016, 15:30 Uhr | F. Martínez 13′ J. Salas 20′ Villalba 39′ | Spielbericht | Esmaeilpour 16′, 50′ Javid 23′, 36′ | Coliseo Bicentenario, Bucaramanga Zuschauer: 2.155 Schiedsrichter: Marc Birkett |

| 24. September 2016, 18:00 Uhr | Russland                                                                  | 6:2          | Spanien                 | Coliseo El Pueblo, Cali Zuschauer: 3.009 Schiedsrichter: Gean Telles |
| 24. September 2016, 18:00 Uhr | Chishkala 3′, 15′ Eder Lima 19′, 31′ Fernandão 27′ (Eigentor) Gustavo 39′ | Spielbericht | Rivillos 3′ Miguelín 6′ | Coliseo El Pueblo, Cali Zuschauer: 3.009 Schiedsrichter: Gean Telles |

| 25. September 2016, 15:30 Uhr | Argentinien                                                             | 5:0          | Ägypten | Coliseo Iván de Beodut, Medellín Zuschauer: 2.414 Schiedsrichter: Alessandro Malfer |
| 25. September 2016, 15:30 Uhr | Taborda 12′ Damián Stazzone 14′ Basile 28′ Cuzzolino 29′ Battistoni 34′ | Spielbericht |         | Coliseo Iván de Beodut, Medellín Zuschauer: 2.414 Schiedsrichter: Alessandro Malfer |

| 25. September 2016, 18:00 Uhr | Aserbaidschan                  | 2:3          | Portugal                             | Coliseo El Pueblo, Cali Zuschauer: 2.974 Schiedsrichter: Sergio Cabrera |
| 25. September 2016, 18:00 Uhr | Thiago Bolinha 13′ Eduardo 35′ | Spielbericht | Djô 8′ João Matos 18′ Ricardinho 28′ | Coliseo El Pueblo, Cali Zuschauer: 2.974 Schiedsrichter: Sergio Cabrera |

### Halbfinale
| 27. September 2016, 19:00 Uhr | Iran                                      | 3:4          | Russland                                               | Coliseo Bicentenario, Bucaramanga Zuschauer: 3.510 Schiedsrichter: Nurdin Bukuev |
| 27. September 2016, 19:00 Uhr | Esmaeilpour 17′ Hassanzadeh 30′ Javid 40′ | Spielbericht | Lyskow 14′ Abramow 23′ Schajachmetow 30′ Chishkala 40′ | Coliseo Bicentenario, Bucaramanga Zuschauer: 3.510 Schiedsrichter: Nurdin Bukuev |

| 28. September 2016, 19:00 Uhr | Argentinien                                                      | 5:2          | Portugal              | Coliseo Iván de Beodut, Medellín Zuschauer: 7.610 Schiedsrichter: Ondřej Černý |
| 28. September 2016, 19:00 Uhr | Borruto 5′ Stazzone 11′ A. Vaporaki 12′ Brandi 13′ Cuzzolino 36′ | Spielbericht | Ré 9′ Tiago Brito 37′ | Coliseo Iván de Beodut, Medellín Zuschauer: 7.610 Schiedsrichter: Ondřej Černý |

### Spiel um Platz 3
| Iran                                                     | Iran | Portugal | Portugal          |
| -------------------------------------------------------- | --- | --- | ----------------- |
| Iran Iran                                                | \| Spiel um Platz 3 \| \| 1. Oktober 2016 um 12:00 Uhr in Cali (Coliseo El Pueblo) \| \| Ergebnis: 2:2 (4:3 i. S.) \| \| Zuschauer: 4.018 \| \| Schiedsrichter: Alessandro Malfer \| \| Spielbericht \|                                                                                      | \| Spiel um Platz 3 \| \| 1. Oktober 2016 um 12:00 Uhr in Cali (Coliseo El Pueblo) \| \| Ergebnis: 2:2 (4:3 i. S.) \| \| Zuschauer: 4.018 \| \| Schiedsrichter: Alessandro Malfer \| \| Spielbericht \| | Portugal Portugal |
| Iran Iran                                                | Alireza Samimi – Ahmad Esmaeilpour, Ali Hassan Zadeh, Farhad Tavakoli, Mahdi Javid Bank: Sepehr Mohammadi – Mohammad KeshavarzZ, Hamid Ahmadi, Mohammadreza Sangsefidi, Ghodrat Bahadori, Afshin Kazemi, Mohammad Taheri , Mehran Alighadr, Hossein Tayebi Cheftrainer: Seyed Nazemalsharieh | Bebé – Bruno, Fernando Cardinal, João Matos, Ricardinho Bank: Vitor Hugo, Cristiano – André, Miguel Castro, Fábio Cecílio, Pedro Cary, Djô, Ré, Tiago Brito Cheftrainer: Jorge Braz                     | Portugal Portugal |
| Iran Iran                                                | 26′ Kazemi 36′ (Strafstoß) Javid | 21′ Fernando Cardinal 21′ Fernando Cardinal | Portugal Portugal |
| Iran Iran                                                | Elfmeterschießen | | Portugal Portugal |
| Iran Iran                                                | Hassanzadeh Taheri trifft den Pfosten Tayyebi Kazemi Bebé hält gegen Ahmadi Javid | Fernando Cardinal Alireza Samimi hält gegen Tiago Brito Ricardinho Bruno Alireza Samimi hält gegen André João Matos trifft den Pfosten                                                                  | Portugal Portugal |
| Iran Iran                                                | Alighadr (15.), Kazemi (38.) | Djô (36.) | Portugal Portugal |
| Iran Iran                                                | Sangsefidi (25.) | Miguel Castro (25.) | Portugal Portugal |
| Spiel um Platz 3                                         | | |                   |
| 1. Oktober 2016 um 12:00 Uhr in Cali (Coliseo El Pueblo) | | |                   |
| Ergebnis: 2:2 (4:3 i. S.)                                | | |                   |
| Zuschauer: 4.018                                         | | |                   |
| Schiedsrichter: Alessandro Malfer                        | | |                   |
| Spielbericht                                             | | |                   |

### Finale
| Russland                                                 | Russland | Argentinien | Argentinien             |
| -------------------------------------------------------- | --- | --- | ----------------------- |
| Russland                                                 | \| Finale \| \| 1. Oktober 2016 um 14:30 Uhr in Cali (Coliseo El Pueblo) \| \| Ergebnis: 4:5 \| \| Zuschauer: 8.559 \| \| Schiedsrichter: Fernando Gutiérrez Lumbreras \| \| Spielbericht \|                                                            | \| Finale \| \| 1. Oktober 2016 um 14:30 Uhr in Cali (Coliseo El Pueblo) \| \| Ergebnis: 4:5 \| \| Zuschauer: 8.559 \| \| Schiedsrichter: Fernando Gutiérrez Lumbreras \| \| Spielbericht \|                                                                                                | Argentinien Argentinien |
| Russland                                                 | Gustavo – Ivan Chishkala, Eder Lima, Robinho, Daniil Davydov Bank: Georgy Zamtaradze, Sergei Vikulov – Wladislaw Schajachmetow , Dmitri Lyskow, Rômulo, Iwan Milowanow, Sergei Abramow, Artjom Nijasow, Sergei Abramovich Cheftrainer: Sergey Skorovich | Nicolás Sarmiento – Fernando Wilhelm , Cristian Borruto, Alan Brandi, Pablo Taborda Bank: Matías Quevedo, Guido Mosenson – Damián Stazzone, Alamiro Vaporaki, Gerardo Battistoni, Maximiliano Rescia, Leandro Cuzzolino, Santiago Basile, Constantino Vaporaki Cheftrainer: Diego Giustozzi | Argentinien Argentinien |
| Russland                                                 | 16′ Eder Lima 22′ Eder Lima 40′ (Strafstoß) Eder Lima 39′ Lyskow | 16′ A. Vaporaki 20′ (Strafstoß) Cuzzolino 22′ Brandi 23′ Brandi 39′ C. Vaporaki | Argentinien Argentinien |
| Russland                                                 | Abramovich (20.), Robinho (34.), Zamtaradze (35.) | Sarmiento (10.), Brandi (20.), Basile (30.), A. Vaporaki (32.) | Argentinien Argentinien |
| Finale                                                   | | |                         |
| 1. Oktober 2016 um 14:30 Uhr in Cali (Coliseo El Pueblo) | | |                         |
| Ergebnis: 4:5                                            | | |                         |
| Zuschauer: 8.559                                         | | |                         |
| Schiedsrichter: Fernando Gutiérrez Lumbreras             | | |                         |
| Spielbericht                                             | | |                         |

## Auszeichnungen
Die folgenden Auszeichnungen wurde nach dem Turnier verliehen:
| Goldener Schuh  | Goldener Ball     | Goldener Handschuh |
| --------------- | ----------------- | ------------------ |
| Ricardinho      | Fernando Wilhelm  | Nicolás Sarmiento  |
| Silberner Schuh | Silberner Ball    | Tor des Turniers   |
| Eder Lima       | Eder Lima         | ausstehend         |
| Bronzener Schuh | Bronzener Ball    | Fairplay-Trophäe   |
| Falcão          | Ahmad Esmaeilpour | Vietnam            |

## Beste Torschützen
| Rang | Spieler                | Tore |
| ---- | ---------------------- | ---- |
| 1    | Ricardinho             | 12   |
| 2    | Eder Lima              | 10   |
|      | Falcão                 | 10   |
| 4    | Thiago Bolinha         | 7    |
| 5    | Suphawut Thueanklang   | 6    |
|      | Vassoura               | 6    |
| 7    | Mahdi Javid            | 5    |
|      | Fineo                  | 5    |
|      | Iwan Tschischkala      | 5    |
|      | Dieguinho              | 5    |
|      | Abdelrahman Elashwal   | 5    |
|      | Jirawat Sornwichian    | 5    |
|      | Fernando Cardinal      | 5    |
|      | Ali Asghar Hassanzadeh | 5    |

## Schiedsrichter
Die folgenden Schiedsrichter wurden von der FIFA für das Turnier nominiert.
| Konföderation | Schiedsrichter                      |
| ------------- | ----------------------------------- |
| AFC           | Khamis Hassan Al Shamsi             |
| AFC           | Vahid Arzpeyma Mohammreh            |
| AFC           | Nurdin Bukuev                       |
| AFC           | Chris Colley                        |
| AFC           | Tomohiro Kozaki                     |
| AFC           | Liu Jianqiao                        |
| AFC           | Rey Ritaga                          |
| AFC           | Trương Quốc Dũng                    |
| CAF           | Adalbert Diouf                      |
| CAF           | Mohamed Hassan Hassan Ahmed Youssef |
| CAF           | Khalid Hnich                        |
| CAF           | José Francisco Katemo Katchingavisa |
| CAF           | Theodore Yves Eyebe Messoa          |
| CONCACAF      | Sergio Cabrera                      |
| CONCACAF      | Ronny Castro Zumbado                |
| CONCACAF      | Jorge Flores                        |
| CONCACAF      | Carlos González                     |
| CONCACAF      | Francisco Rivera                    |
| CONCACAF      | Lance Vanhaitsma                    |
| CONMEBOL      | Cristian Espindola                  |
| CONMEBOL      | Yuri García                         |
| CONMEBOL      | José Hernández                      |
| CONMEBOL      | Cesar Malaga                        |
| CONMEBOL      | Elvis Peña                          |
| CONMEBOL      | Daniel Rodríguez                    |
| CONMEBOL      | Dario Santamaria                    |
| CONMEBOL      | Gean Telles                         |
| CONMEBOL      | Henry Gutiérrez                     |
| OFC           | Rex Kamusu                          |
| OFC           | Chris Sinclair                      |
| UEFA          | Marc Birkett                        |
| UEFA          | Ondřej Černý                        |
| UEFA          | Kamil Çetin                         |
| UEFA          | Eduardo Fernandes                   |
| UEFA          | Fernando Gutiérrez                  |
| UEFA          | Pascal Lemal                        |
| UEFA          | Alessandro Malfer                   |
| UEFA          | Cédric Pelissier                    |
| UEFA          | Bogdan Sorescu                      |
| UEFA          | Saša Tomić                          |

## Vermarktung
Das offizielle Logo der Weltmeisterschaft wurde am 29. September 2015 veröffentlicht. Am 19. April 2016 erfolgte die Vorstellung des Maskottchens – einem Brillenbär im Trikot des Ausrichters Kolumbien.
Die Spiele der Futsal-Weltmeisterschaft wurden weltweit im Fernsehen und Radio gesendet. In Deutschland wurden die Begegnungen von Eurosport und Eurosport 2 übertragen.